# Thelypteris parasitica
Thelypteris parasitica là một loài dương xỉ trong họ Thelypteridaceae. Loài này được Tardieu mô tả khoa học đầu tiên năm 1938.